# آلارما رکوردز
آلارما رکوردز (انگلیسی: Alarma Records) یک شرکت نشر آثار موسیقی است که در سال ۱۹۸۳ در ایالات متحده آمریکا شروع به کار کرد.